# Щасливе-друге
Щасливе-друге (крим. Büyük Özenbaş yapma gölü) — водосховище в південному Криму біля села Щасливе Бахчисарайського району. Площа 67 га, об'єм 11,8 млн м³, регулює стік річок Манаготра і Буюк-Озенбаш.
Будівництво почалося в 1959, здано 1964 року, використовується для водопостачання міста Ялти. Для цього був побудований спеціальний гідротунель завдовжки 7216 м, який будували спеціалісти-метробудівники. Тунель проходить крізь Ялтинську яйлу .